# Јован Мушкатировић
Јован Мушкатировић (Сента, 1743 — Пешта, 26. јул 1809) био је српски правник, књижевник и поборник рационализма. Мушкатировић је био први Србин адвокат у Угарској.

## Биографија
Рођен је у Сенти 1743. године. Студије права је у Пешти завршио 1773. године, када је постао први (заклети) адвокат међу Србима. Међутим још 1769. године он се спомиње у списима новосадског магистрата као адвокат. Уследила је царска уредба по којој су млади адвокати без три године праксе морали до полажи строг испит, којим се доказује њихова стручност. Тај неповољни пропис није заобишао ни Мушкатировића, једног од три тадашња новосадска адвоката. Постао је "венгерског права адвокат". Између више интересантних парница, једно време (1771) заступао је и српске фрушкогорске манастире.
Јован Мушкатировић је био стално насељен у Новом Саду у периоду 1769-1786. године. Кућу је купио 1779. године у Ћурчијској улици, од трговца Андрије Поповића. Иначе се оженио 1771. године у Новом Саду и то са "премладом пупилом" (сиротицом). Била је то Катарина, кћерка почившег трговца Стојана Недељковића, која је наследила од оца 1400 ф. Њихов син, Петар Мушкатировић је ишао очевим стопама и јавља се новембра 1796. године као јурат (свршени правник а без дипломе) у Новом Саду. Умро је исти пре времена, 21. маја 1803. године у Темишвару, а његову смрт је оплакао "еклогом", владика песник Лукијан Мушицки.
При крају свог живота и рада у Новом Саду подигла се 1785. године против њега афера, јер је клеветао чланове војног суда. Пештанска српска општина је тражила 1785. године од цара Јосифа II га именује за тамошњег сенатора. То није било решено све док се његове тврдње у пристрасност војних судија није показало 1786. године.
Мушкатировић је продао своју кућу у Новом Саду 1787. године Био је затим становник и сенатор у скупштини града Пеште 1787-1788. године. Бавио се 1790. године у Темишвару, али није био посланик на црквено-народном сабору. Својим стручним саветима и састављајући акта помагао је српске посланике. Период живота који је провео у Пешти, обележио је његов књижевни рад, који карактеришу размишљања о разним темама.
Писао је на славеносербском, латинском и мађарском језику.
Најпознатија дела су му Причте илити по простому пословице (1787. године у Бечу; 1807. године у Будиму) и историјски спис Черте серпског живота у Унгарији.

## Књижевно име
Мушкатировић је био вичан перу, и спада у ред старијих српских књижевних радника. Био је према усмерењу рационалиста и критичар црквених установа, први сакупљач народних умотворина међу православним Србима, историчар и привредни писац. Пријатељевао је са песником Лукијаном Мушицким, Доситејем Обрадовићем, чији је први следбеник био, и Атанасијем Димитријевићем Секерешом, цензором српских књига у Бечу. Објавио је 1786. године два два наслова, од којих је познатије дело Размишление о праздници у којем је указивао (разобличавао) на паганске обичаје које народ слави.

## Занимљивост
Друштво које носи његово име већ годинама покушава да добије сагласност локалне самоуправе за постављање бисте првом српском правнику, просветитељу и пештанском сенатору.